# Amorphochelus meridionalis
Amorphochelus meridionalis är en skalbaggsart som beskrevs av Marc Lacroix 1997. Amorphochelus meridionalis ingår i släktet Amorphochelus och familjen Melolonthidae. Inga underarter finns listade i Catalogue of Life.